# Jacques Berger (acteur français)
Pour les articles homonymes, voir Jacques Berger et Berger (homonymie).
Jacques Berger est un acteur français né le 19 février 1905 à Joigny (Yonne) et mort le 30 septembre 1965 à Briis-sous-Forges (Essonne).

## Filmographie
- 1930 : Le Tampon du capiston de Jean Toulout et Joe Francis
- 1937 : Sœurs d'armes de Léon Poirier
- 1938 : Je chante de Christian Stengel
- 1950 : Le Tampon du capiston de Maurice Labro
- 1950 : L'Album aux chansons d'Henri Cerutti (court métrage)
- 1953 : L'Ennemi public numéro un d'Henri Verneuil
- 1954 : Une enquête de l'inspecteur Grégoire : épisode Meurtre inutile de Roger Iglésis TV
- 1957 : Premier mai (Le Père et l'Enfant) de Luis Saslavsky
- 1958 : Soupe au lait de Pierre Chevalier
- 1958 : Les Tricheurs de Marcel Carné
- 1960 : Colère froide d'André Haguet
- 1960 : La Mort de Belle d'Édouard Molinaro
- 1960 : Le Président d'Henri Verneuil
- 1960 : En votre âme et conscience, épisode : Le Procès de Celestine Doudet ou le Secret de Mademoiselle de Jean Prat
- 1960 : Terrain vague de Marcel Carné
- 1963 : Méfiez-vous, mesdames d'André Hunebelle
- 1964 : Fantomas d'André Hunebelle et Jacques Besnard
- 1965 : Belphégor ou le Fantôme du Louvre de Claude Barma, série TV

## Théâtre
- 1931 : Les coulisses de l'âme[1] de Nicolas Evreïnoff sur une adaptation de L.J. Proix au Théatre 1932
- 1954 : Le Marché aux puces d'André Gillois, mise en scène Jean-Pierre Grenier, Théâtre des Célestins
- 1955 : Dix minutes d'alibi de Anthony Armstrong, mise en scène Roger Harth, Théâtre du Casino municipal de Nice
- 1955 : Les Enfants d'Edouard de Frederic Jackson et Roland Bottomley, adaptation Marc-Gilbert Sauvajon, mise en scène Jean Wall, Théâtre des Célestins
- 1958 : Les Trois Coups de minuit d'André Obey, mise en scène Pierre Dux,   Théâtre de l'Œuvre